# 埼玉県立浦和北高等学校
埼玉県立浦和北高等学校（さいたまけんりつ うらわきたこうとうがっこう）は、埼玉県さいたま市桜区五関に所在する公立の高等学校。

## 概要
平成8年度から単位制高校となっている。
荒川総合運動公園、秋ヶ瀬公園に近く、自然環境が豊かな立地にある。
さいたま市立大久保小学校及び埼玉大学と連携して「サイエンス・パートナーシッププロジェクト」を実施している。

## 沿革
- 1978年（昭和53年）04月01日 - 埼玉県立浦和北高等学校創立
- 1979年（昭和54年）03月27日 - HR棟完成
- 1979年（昭和54年）11月09日 - 体育館完成
- 1979年（昭和54年）11月16日 - 特別教室棟完成
- 1980年（昭和55年）03月31日 - グランド造成完工
- 1980年（昭和55年）06月23日 - 自転車置場2棟完成
- 1980年（昭和55年）08月31日 - 部室完成
- 1980年（昭和55年）10月31日 - 弓道場完成
- 1982年（昭和57年）03月31日 - 自転車置場1棟完成
- 1983年（昭和58年）10月28日 - 格技場（誠之館）完成
- 1984年（昭和59年）02月27日 - 生徒ホール（白樺）完成
- 1995年（平成07年）07月17日 - プール完成
- 1996年（平成08年）04月01日 - 全日制普通科の単位制設置
- 1997年（平成09年）03月31日 - 単位制特別教室棟完成

## 設置学科
- 単位制 普通科

## 学校行事
学校行事は遠足、体育祭、文化祭（北高祭）、球技大会、マラソン大会などがある。
北高祭（体育の部・文化の部）は1～3年次のクラスを4つの組（青、白、黄、赤）に分け、色別対抗で行事毎に点数を競い、総合年間チャンピオンを決定する。
マラソン大会は埼玉スタジアム2002周辺を約12km走る。

## 部活動
校内にプールはあるが水泳部はなく、武道系では剣道・弓道部がある。柔道場もあるが柔道部はない。
運動部
- 野球部
- サッカー部
- 男子バスケットボール部
- 女子バスケットボール部
- 男子バレーボール部
- 女子バレーボール部
- 男子バドミントン部
- 女子バドミントン部
- 弓道部
- 剣道部
- 陸上部
- 男子硬式テニス部
- 女子硬式テニス部
- ソフトテニス部
- ソフトボール部
- 卓球部
- 山岳部
- 自転車競技部
- ダンス部
- バトン部
- 新体操部

文化部
- 演劇部
- 吹奏楽部
- 音楽部
- 写真部
- 華道部
- 茶道部
- 美術部
- 書道部
- 文芸部
- 家庭科部
- 放送部
- 軽音楽部
- 筝曲部

同好会
- 理科同好会
- 英語ディベート同好会

## 著名な出身者
- NOKKO（歌手）
- 勝村政信（俳優）
- 内舘秀樹（元サッカー選手、浦和レッズ）
- 野崎桂太（元サッカー選手）
- 藤沼拓夢（サッカー選手）
- 川田拳登（サッカー選手）
- 黒川淳史（サッカー選手、水戸ホーリーホック）
- 小柏剛（サッカー選手、FC東京）
- 角田楓佳（サッカー選手、浦和レッズレディース）
- 青木竜也（お笑いタレント）
- 石田さとみ（女優)

## 交通
駅からバスで約25分〜30分かかる場所にあり、交通の便が悪いため、自転車通学がほとんどである。
学校から一番近い駅はJR埼京線「南与野駅」や「与野本町駅」だが、本校方面へバスが出ていない。また、次に近いJR武蔵野線「西浦和駅」からもバスが出ていないため注意が必要。
- JR「北浦和駅」より西武バス「浦和北高校」行バス「浦和北高校」下車、徒歩4分（乗車時間約23分）
- JR「浦和駅」西口より国際興業バス「大久保浄水場」行バス「浦和北高校」下車、徒歩5分（乗車時間約25分）